# 勇気あるもの
『勇気あるもの』（ゆうきあるもの、Renaissance Man）は1994年に製作されたアメリカ映画。

## ストーリー
広告大賞の受賞歴を持つベテラン広告マン、ビル・レイゴーだが、大事なクライアントとの打ち合わせに出席が出来ず、失業してしまう。職業安定所通いでありついた職は、なんと経験のない「教師」の職。しかも教えるのは、陸軍訓練所の落ちこぼれ兵士たち。いやいやながら教壇に立ったレイゴーだが、『ハムレット』を「殺人、セックス、近親相姦、狂気」と説明すると、リロイを始めとする生徒たちが興味を示す。意外な方向での授業が展開し、レイゴーと生徒たちに交流が生まれる。シェイクスピア作品を通じて、落ちこぼれ教師にも生徒たちの可能性を引き出す情熱が生まれてくる。演習を前に『ヘンリー五世』から「アジンコートの戦い」の演説（St Crispin's Day Speech）も紹介される。『オセロー』を知ってこんな昔に人種を問題にした男がいたのかと驚かれる。巡業公演にも参加する。管理役のマードック大尉をさまざまな事件で悩ませながら、レイゴーも自信を取りもどし、会話がなかった娘と仲直りをして、新しい恋人も見つけ、「再生」したのは兵士たちだけではなかった。
卒業式。『ハムレット』から多くを学んだ兵士たちが卒業パレードに加わっていた。

## キャスト
※括弧内は日本語吹替
- ビル・レイゴー - ダニー・デヴィート（富田耕生）
- キャス軍曹 - グレゴリー・ハインズ（谷口節）
- ジェームズ大佐 - クリフ・ロバートソン（水野龍司）
- トム・マードック大尉 - ジェームズ・レマー（幹本雄之）
- ジャクソン・リロイ - リチャード・T・ジョーンズ（小野健一）
- ルーズヴェルト・ホッブス - カリル・ケイン（平田広明）
- ドニー・ベニテツ - リロ・ブランカート・ジュニア（柴本浩行）
- ミランダ・マイヤーズ - ステイシー・ダッシュ（喜田あゆ美）
- ジャマール・モンゴメリー - カディーム・ハーディソン（相沢まさき）
- ブライアン・デイヴィス・ジュニア - ピーター・シモンズ（鳥海勝美）
- メル・メルヴィン  - グレゴリー・スポールダー（中原茂）
- トミー・リー・ヘイウッド - マーク・ウォールバーグ（島田敏）
- エミリー・レイゴー - アラナ・ユーバック（岡村明美）
- マリー - イザベラ・ホフマン（一城みゆ希）
- ジャック・マーキン - エド・ベグリー・ジュニア

## スタッフ
- 監督：ペニー・マーシャル
- 脚本：ジム・バーンスタイン
- 製作：サラ・コールトン、エリオット・アボット、ロバート・グリーンハット、アンドリュー・G・ヴァイナ
- 撮影：アダム・グリーンバーグ
- 編集：ジョージ・ボワーズ、バトル・デイヴィス
- 美術：ジョフリー・カークランド
- 音楽：ハンス・ジマー